# Ana Sofia Reboleira
Ana Sofia P.S. Reboleira (Caldas da Rainha, 1980) es una bióloga, entomóloga, y espeleóloga portuguesa doctorada en biología, M.Sc. en Gestión de ecosistemas, ecología, y biodiversidad, y licenciada en biología por la Universidad de Aveiro. Especializada en Biología subterránea, habiendo descripto nuevas especies para la ciencia.
Actualmente es presidenta del Núcleo de Espeleología de la Universidad de Aveiro, y miembro de la Junta directiva de la Sociedad Internacional de Biología Subterránea, y de la Comisión Europea de Protección de Cavidades de la Federación Europea de Espeleología.
Ha participado regularmente en expediciones espeleológicas en distintas partes del mundo, incluyendo la gruta más profunda del mundo - Krubera-Voronia - situada en el Cáucaso occidental, donde descubrió y describió una comunidad de invertebrados subterráneos más profundos del planeta. Principalmente, sus publicaciones se hallan en el campo de la biología subterránea y entomología, y alta atención a la diversidad y ecología en cuevas kársticas y otros hábitats subterráneos.
Fue editora invitada, de la Sección de Sociedad y Ciencia, en la edición conmemorativa de los 148 años del Diário de Notícias, una edición especial con la dirección de Gonçalo M. Tavares.

## Obra

### Nuevas especies
Ana Sofia Reboleira descubrió y describió diecisiete nuevos taxones para la ciencia, todos ellos con la particularidad de exponer troglobiomorfismos, y adaptaciones morfológicas y fisiológicas a la vida subterránea.
- Trechus gamae Reboleira & Serrano, 2009, especie de escarabajo carabídeo de grutas del planalto de Santo António del Macizo Calcáreo Estremeño
- Trechus lunai Reboleira & Serrano, 2009, especie de escarabajo carabídeo de grutas de la Serra d'Aire
- Titanobochica Zaragoza & Reboleira, 2010, género de pseudoescorpión
- Titanobochica magna Zaragoza & Reboleira, 2010, especie de pseudoescorpión gigante de grutas de Algarve
- Trechus tatai Reboleira & Ortuño, 2010, especie de escarabajo carabídeo de grutas de Montejunto
- Litocampa mendesi Sendra & Reboleira, 2010, especie de dipluro campodeído de grutas de Algarve
- Domene lusitanica Reboleira & Oromí, 2011, especie de escarabajo estafilinídeo de grutas de la Sierra de Sicó
- Squamatinia Mendes & Reboleira, 2012, género de tisanuro
- Squamatinia algharbica Mendes & Reboleira 2012, especie de tisanuro gigante de grutas de Algarve
- Lusoblothrus Zaragoza & Reboleira, 2012, género de pseudoescorpión
- Lusoblothrus aenigmaticus Zaragoza & Reboleira, 2012, especie de pseudoescorpión subterrâneo de Algarve
- Boreviulisoma barrocalense Reboleira & Enghoff, 2013
- Acipes bifilum Enghoff & Reboleira, 2013
- Acipes machadoi Enghoff & Reboleira, 2013
- Roncocreagris borgesi Zaragoza & Reboleira, 2013
- Roncocreagris gepesi Zaragoza & Reboleira, 2013
- Roncocreagris occidentalis Zaragoza & Reboleira, 2013

Fuera de Portugal, Sofia Reboleira ha participado en varias expediciones. La biólogo organizó los trabajos bioespeleológicos en la cueva más profunda del mundo, donde participó en el equipo de la expedición íbero-rusa Cavex en la gruta Krubera-Voronia, en Abjasia, descubriendo cinco especies de animales adaptados a la vida en grutas, siendo los animales subterráneos más profundos del planeta:
- Anurida stereoodorata - colémbolo cavernícola
- Deuteraphorura kruberaensis - colémbolo cavernícola
- Schaefferia profundisima - colémbolo cavernícola
- Plutomurus ortobalaganensis - animal terrestre más profundo, descubierto a 1980 m de profundidad
- Catops cavicis - el escarabajo más profundo del planeta

## Honores

### Membresías[15]
- International Society for Subterranean Biology (SIBIOS-ISSB) – del Concejo (2012-presente); miembro (2008-presente)

- Commission on Ecosystem Management (IUCN) (2008-presente)

- Sociedad Portuguesa de Entomología (SPEN) (2012-presente)

- Núcleo de Espeleología de la Universidad de Aveiro (NEUA) – presidenta (2009-presente); miembro (1998-presente)

- CAVEX - International Cave Exploration Team (2011-presente)

- European Speleological Federation (FSE) – miembro de Comisión (2007-presente)

- European Cave Protection Commission (ECPC/FSE) – secretaria (2008-2010); coeditora (2007-presente); representante de Portugal (2007-presente)

- Federación Portuguesa de Espeleológica (FPE) – Miembro de la junta directiva (2010-2012), secretaria del consejo judicial (2008-2010), secretaria ejecutiva de la Comisión Científica (2007-2010)

- Vulcania - coeditora (2010- presente)

- Guild of Natural Sciense Ilustrators Portugal Chapter (GNSI-PT) (1999-presente)

### Distinciones
La Cámara Municipal de Caldas da Rainha, la ciudad natal de la investigadora, le otorgó la medalla de honor de la ciudad, ley de plata, en el día de la ciudad, 15 de mayo de 2011.
En mayo de 2008, la Federación Portuguesa de Espeleología le otorgó la primera edición del Premio al Mérito Científico-espeleológico por su trabajo científico a favor del interasociativismo.

## Abreviatura (zoología)
La abreviatura Reboleira  se emplea para indicar a Ana Sofia Reboleira como autoridad en la descripción y taxonomía en zoología.